# Митинг около Народното събрание на 14 декември 1989 г.
Митингът около Народното събрание е демонстрация на 14 декември 1989 година на площад „Народно събрание“ в София, столицата на България. Той се провежда в процеса на разпадане на тоталитарния комунистически режим в страната и има за цел да подкрепи приемането на обсъждания в това време от Народното събрание законопроект за промяна на Конституцията, отменящ заложената в нея ръководна роля на Българската комунистическа партия (БКП).
На 18 ноември 1989 г. се провежда първият митинг след отстраняването на Тодор Живков от власт.
На 14 декември 1989 г. в 15 часа започва 12-ата сесия на Деветото народно събрание. Председателят на Народното събрание Станко Тодоров съобщава, че има внесен законопроект за отмяна на чл. 1 ал. 2 и ал. 3 от Живковата конституция (за ръководната роля на БКП и за изграждането на развито социалистическо общество), но за отмяната, респективно за промяната на тези водещи конституционни текстове е необходим по същата тази Конституция едномесечен срок за промяната, т.е. въпросът ще се реши през януари 1990 г. Новината се разчува мигновено и току-що създаденото СДС се възползва от това, още повече че тази отмяна е първата му основна цел.
При влизането си обратно в сградата гневният Петър Младенов според спорни данни изрича пред Добри Джуров репликата „По-добре е танковете да дойдат“, която Евгений Михайлов твърди, че е запечатал на видеокамерата си. Тази реплика става публична половин година по-късно, преди мажоритарния балотаж на изборите за Седмо велико народно събрание. Всъщност онова, което взривява атмосферата на 14 декември 1989 г. пред Народното събрание, е риторичната реплика на Петър Младенов за „исканата кръв“ от митингуващите протестиращи.